# Byggeriets Arbejdsgivere
Byggeriets Arbejdsgivere (BYG) var en dansk arbejdsgiverforening for murer-, tømrer-, snedker- og malervirksomheder.
Foreningen blev dannet i 1991 ved en fusion af en række byggefaglige mesterforeninger, der historisk havde stået uden for Dansk Arbejdsgiverforening. I 2003 fusionerede Byggeriets Arbejdsgivere med Danske Entreprenører til Dansk Byggeri.